# Joan Davis
Joan Davis (właśc. Josephine Davis; ur. 29 czerwca 1907 w Saint Paul, zm. 22 maja 1961 w Palm Springs) – amerykańska aktorka filmowa, teatralna i telewizyjna. Główna gwiazda antologii radiowej The Joan Davis Show (1943–1949).

## Wybrana filmografia
- 1935: Way Up Thar jako Jennie Kirk
- 1937: Wake Up and Live jako Hiszpańska tancerka
- 1941: Serenada w Dolinie Słońca jako Panna Carstairs
- 1945: George White's Scandals jako Joan Mason
- 1950: Traveling Saleswoman jako Mabel King
- 1952: Harem Girl jako Susie Perkins

## Wyróżnienia
Posiada dwie gwiazdy na Hollywoodzkiej Alei Gwiazd.